# Assedio di Alessandria (1175)
L'assedio di Alessandria ebbe inizio nel 1174 nell'ambito delle guerre in Italia di Federico Barbarossa, ostinato a sottomettere i comuni italiani all'autorità imperiale. Il fallito assedio costituì un'importante sconfitta per l'esercito dell'Imperatore, che quindi decise di negoziare la pace con i comuni della Lega Lombarda.

## Contesto storico
A partire dalla dieta di Roncaglia, l'Imperatore Federico Barbarossa tentò più volte di riportare i comuni dell'Italia settentrionale sotto la sua autorità, spesso mettendoli l'uno contro l'altro. Dopo la distruzione di Milano nel 1162, però, nacque un sentimento di unità contro l'Imperatore, che portò alla nascita di una grande alleanza, la Lega Lombarda.
Uno dei primi atti della Lega fu la fondazione di una nuova città, posizionata sia vicino alle terre del marchese del Monferrato, grande sostenitore dell'Impero, sia sulla strada che Federico Barbarossa percorreva per le sue campagne italiane. La città, inizialmente nota come Civitas Nova, fu offerta in feudo a papa Alessandro III e dunque prese il nome di Alessandria. Il privilegio di creazione di una civitas, tuttavia, era esclusivamente imperiale: il Barbarossa decise di rispondere a questo affronto con una quinta campagna militare in Italia, non solo per sconfiggere la Lega, ma soprattutto per distruggere Alessandria, alla quale lui stesso si riferiva come  "castello di Rovereto".
Risolte alcune questioni tedesche, l'Imperatore diede inizio alla sua quinta campagna militare in Italia nel settembre 1174, attraversando il Moncenisio; si dedicò poi all'assedio e alla distruzione di Susa, che lo aveva umiliato nel 1167. Sulla sua strada ottenne, senza grossi sforzi, le sottomissioni di Torino e Asti, preparandosi quindi a prendere Alessandria in piene forze.

## Forze in campo
L'anonimo Milanese attribuisce al Barbarossa una forza di circa 8000 cavalieri pesanti, ai quali vanno aggiunti scudieri, fanti e ausiliari, per un totale di circa 20000 uomini. Gran parte di questi non erano soldati messi in campo dai principi tedeschi, ma mercenari del Brabante. Considerando anche i rinforzi pavesi e monferrini, è possibile stimare una forza di circa 25 000 uomini.
Secondo la biografia di Alessandro III redatta nel Liber Pontificalis dal cronista Bosone, la popolazione di Alessandria poteva contare tra i 10 e i 15 000 abitanti, il che implica un numero di uomini dedicati alla difesa compreso tra 2000 e 3000 sebbene la maggior parte fossero artigiani e contadini male armati e poco addestrati.

## L'assedio
Il 27 ottobre 1174, l'armata imperiale di Federico Barbarossa raggiunse Alessandria. I rappresentanti della città offrirono immediatamente la resa in cambio della pace, ma Barbarossa declinò. Accettare la trattativa avrebbe legittimato la posizione di Alessandria. Inoltre, dato che le mura cittadine non erano ancora complete e soltanto 150 fanti di Piacenza erano giunti come rinforzi, l'assedio sembrava un rischio calcolabile per l'imperatore.
Per integrare l'ostacolo delle mura, gli abitanti di Alessandria avevano scavato un ampio e profondo fossato davanti a esse, riempito con le acque del fiume Tanaro. Questa difesa naturale presentò significative difficoltà per le macchine d'assedio nemiche, che si trovarono impossibilitate a avvicinarsi alle fortificazioni per portare l'assalto. Di conseguenza, Barbarossa optò per una strategia di assedio indiretto, bloccando i rifornimenti alla città nella speranza di costringerla alla resa per fame.
Tuttavia, l'inverno si rivelò freddo e umido, aggravando la situazione per l'esercito imperiale. Le condizioni atmosferiche rinforzarono l'ostacolo del fossato e trasformarono l'area circostante il campo imperiale in un'insidiosa palude. Le difficoltà logistiche furono accentuate dall'incapacità di Pavia e del Monferrato di sostenere le esigenze dell'esercito, che era numeroso quanto una città medio-grande. La posizione degli assedianti si aggravò ulteriormente verso dicembre, quando il numero dei soldati imperiali cominciò a diminuire drasticamente, specialmente dopo che le truppe morave di Ulrico di Olomouc disertarono durante le festività natalizie.
La situazione rimase in stallo fino all'arrivo della primavera, quando l'esercito della Lega Lombarda cominciò l'avanzata per tentare di rompere l'assedio. Durante la tregua pasquale, il Barbarossa ricevette la notizia che l'esercito dei comuni era giunto a Broni, a circa 50 km da Alessandria, e decise di tentare un assalto finale. L'attacco prevedeva di infiltrare una squadra di soldati all'interno della città sfruttando un tunnel scavato sotto le mura. Tuttavia, gli alessandrini, allertati secondo la leggenda da un intervento miracoloso di San Pietro, scoprirono il piano e fecero crollare la galleria, intrappolando gli assalitori. In risposta a questo tentativo, un contingente di fanti e cavalieri alessandrini lanciò un contrattacco, uscendo dalle mura e incendiando una torre d'assedio.
In seguito a questo fallimento e al disonore della violazione della tregua pasquale, Barbarossa fu costretto a ritirarsi. Nella domenica di Pasqua, ordinò di incendiare l'accampamento e avviò ciò che rimaneva del suo esercito verso quello dei lombardi, per trattare la pace.

## Conseguenze
L'esercito imperiale e quello della lega si incontrarono presso Montebello, vicino a Voghera, entrambi molto favorevoli ad una soluzione diplomatica, tanto che il Barbarossa si stabilì a Pavia, congedando gran parte dei costosi mercenari. Tuttavia, fu proprio il destino di Alessandria a far saltare le negoziazioni: l'Imperatore ne esigeva la distruzione, dato che era il principale motivo per cui aveva cominciato la guerra, ma la Lega considerava la nuova città un suo importante membro, e non poteva accettare che la vittoriosa Alessandria venisse trattata come se fosse stata sconfitta. Le trattative saltarono ufficialmente con l'arrivo dell'autunno e l'Imperatore, a corto di uomini e soldi, fu costretto a richiamare i principi tedeschi, ma, giunto a Como, scoprì che ben pochi avevano risposto al suo appello; a disertare fu persino suo cugino Enrico il Leone, considerato uno dei suoi vassalli più fedeli.
L'esercito di Federico, composto da poche migliaia di uomini, affrontò la Lega Lombarda nella celeberrima battaglia di Legnano, e subì una pesante sconfitta; questa volta le trattative di pace si svolsero presso Costanza, e fu ovviamente la Lega a dettare la maggior parte delle condizioni: ai comuni venivano riconosciute concessioni in ambito amministrativo, politico e giudiziario, tra cui la rinuncia alla nomina dei podestà da parte dell'Imperatore. Il Barbarossa, tuttavia, ottenne la distruzione di Alessandria, anche se solamente in modo simbolico: i funzionari imperiali decretarono nullo l'atto di fondazione e, contemporaneamente, istituirono la città di Cesarea (Kaiserstadt), direttamente sottoposta al controllo imperiale.

## Nella cultura popolare
Nei secoli successivi all'assedio nacque una famosa leggenda popolare, secondo la quale Gagliaudo Aulari ideò lo stratagemma che convinse Federico Barbarossa a rinunciare all'assedio: passato l'inverno, la città era rimasta praticamente senza cibo e risorse ed era pronta alla resa; tuttavia Gagliaudo, un pastore, diede in pasto tutte le granaglie rimanenti in città alla sua vacca, l'ultima rimanente, per poi portarla a pascolare fuori dalle mura. Catturato e interrogato dai soldati dell'Imperatore, mentì, affermando che la città era stracolma di viveri e, come dimostrazione, fece uccidere l'animale che lo accompagnava. L'Imperatore, alla vista dell'enorme quantità di cibo che era stato dato all'animale, credette a Gagliaudo e si rassegnò, togliendo l'assedio.
La leggenda, insieme ad altre minori, è ripresa da Umberto Eco in Baudolino, nel quale l'assedio e gli eventi che portarono ad esso fanno da sfondo alla prima parte del romanzo. Anche Dario Fo fu ispirato dall'assedio, immaginandosi una città difesa da mura galleggianti e soldati che utilizzavano il fuoco greco per respingere gli assedianti.